# Nathan Peavy
Nathan Peavy De Jesús (Dayton, Ohio, 31 de mayo de 1985) es un exjugador y entrenador de baloncesto estadounidense de ascendencia y nacionalidad puertorriqueña que jugó seis temporadas como profesional. Con 2,03 metros de estatura, jugaba en la posición de ala-pívot. Actualmente es entrenador asistente de los Capitanes de la Ciudad de México de la NBA G League.

## Trayectoria deportiva

### Universidad
Jugó cuatro temporadas con los RedHawks de la Universidad Miami de Ohio, en las que promedió 9,0 puntos y 4,8 rebotes por partido.

### Profesional
Tras no ser elegido en el Draft de la NBA de 2007, fichó por el equipo alemán del Paderborn Baskets, donde disputó dos temporadas, promediando en la primera de ellas 9,4 puntos y 3,8 rebotes por partido, y mejorando sus números en la segunda hasta los 14,0 puntos y 5,2 rebotes.
En el verano de 2009 jugó con los Vaqueros de Bayamon de la Baloncesto Superior Nacional de Puerto Rico, regresando posteriormente a Alemania para fichar por los Artland Dragons, donde jugó tres temporadas, la mejor de ellas la 2011-2012, en la que promedió 13,8 puntos y 5,7 rebotes por partido. En junio de 2012 firmó con el ALBA Berlín, y aquí comenzó su calvario. En un partido de pretemporada se fracturó el fémur, rompiéndose además el ligamento cruzado anterior de la rodilla. En 2013 intentó volver a las canchas, pero recayó, y en el verano de 2014 volvió a pasar por el quirófano. No regresó a las pistas de baloncesto hasta 2016, con los Atenienses de Manatí, pero únicamente disputó un segundo en un único partido.
Ya recuparado, jugó una última temporada con los Cariduros de Fajardo en 2017, en la que promedió 5,9 puntos y 3,1 rebotes.

### Entrenador
Ya retirado de las canchas, en agosto de 2017 se anunció que formaría parte del equipo de entrenadores de los Salt Lake City Stars de la NBA G League.